# Marie Jules César Savigny
Marie Jules César Lelorgne de Savigny (5 tháng 4 năm 1777–5 tháng 10 năm 1851) là một nhà động vật học người Pháp.
Savigny sinh tại Provins. Năm 1798 ông đến Ai Cập với hoàng đế Napoleon khi đó là một phần của chuyến thám hiểm khoa học Pháp ở đất nước này, và ông đã có những đóng góp khi xuất bản những phát hiện của mình năm 1809 (trong quyển Description de l'Égypte được xuất bản toàn bộ năm 1822).

## Các loài được đặt theo tên Savigny
- Tethyum savignyi
- Trididemnum savignii (Herdman, 1886)
- Sepia savignyi (H. de Blainville, 1827)
- Mitra savignyi (Payraudeau, 1826)
- Anachis savignyi (Moazzo, 1939)
- Savignyella (Levinsen, 1909)
- Ophiactis savignyi (J. Müller & Troschel, 1842; Ljungman, 1867)
- Siderastrea savignyana (Milne Edwards & Haime, 1850)
- Microcosmus savignyi (Monniot, 1962)
- Dynamenella savignii (H. Milne Edwards, 1840)
- Leptochelia savignyi (Krøyer, 1842)
- Savignyella Levinsen (1900)
- Planaxis savignyi (Deshayes, 1844)
- Vexillum savignyi (Payraudeau, 1826)
- Diadema savignyi (Michelin, 1845)
- Thais savignyi (G. P. Deshayes, 1844)
- Goniopora savignyi (Dana, 1846)
- Loimia savignyi (M'Intosh, 1885)
- Ciona savignyi

Danh sách này không đầy đủ, bạn cũng có thể giúp mở rộng danh sách.